# Bonaventura Luchi
Bonaventura Luchi (Brescia, 16 agosto 1700 – Padova, 4 febbraio 1785) è stato un religioso e storico della filosofia italiano.

## Biografia
Zio del cardinale Michelangelo e fratello maggiore di Giovanni Ludovico, nacque a Brescia, da Barbara Alessandri e da Faustino, appartenente a una famiglia locale della piccola nobiltà che vantava di discendere dai conti di Windegg. Battezzato nella chiesa di Sant'Agata di Brescia con il nome di Simone Rocco, a quindici entrò nell'ordine dei francescani conventuali, assumendo il nome di Bonaventura.
Fece il noviziato a Milano, e nel 1716 tornò a Brescia nel convento di San Francesco. Nel 1723 diventò sacerdote, e nel 1778 fu trasferito a Padova dove fu docente presso lo Studio di Padova.

## Opere
- Oratio pro studiis primae philosophiae, Padova 1737;
- Series disputationum quas Aristotelis librum XII Metaphysicorum interpretaturus, Padova 1739;
- De nuditate protoplastorum. De serpente tentatore. Dissertationes duae habitae in Gymnasio Patavino, Padova 1754-1755